# 1409
1409 (MCDIX) a fost un an comun al calendarului iulian, care a început într-o zi de marți.

## Nașteri
- 16 ianuarie: René de Anjou, rege al Neapolelui (d. 1480)
- 5 octombrie: Carol al VIII-lea al Suediei (d. 1470)

## Decese
- 13 septembrie: Isabella de Valois  (n. 1389)
- dată necunoscută: Beatrice a Portugaliei  (n. 1373)
- dată necunoscută: Iacob Lackfi  (n. ?)